# 歧鬚鮠
歧鬚鮠，為輻鰭魚綱鯰形目倒立鯰科的其中一種，為熱帶淡水魚，分布於非洲尼日河、乍得湖、甘比亞河、塞內加爾河、尼羅河流域，體長可達36公分，棲息在底中層水域，以軟體動物、昆蟲及有機碎屑為食，生活習性不明。